# آلاسان دیابی
آلاسان دیابی (انگلیسی: Alassane Diaby؛ زادهٔ ۶ ژانویهٔ ۱۹۹۵) بازیکن فوتبال اهل فرانسه است که در پست مدافع بازی می‌کند.
از باشگاه‌هایی که در آن بازی کرده‌است می‌توان به باشگاه فوتبال لیرسه و باشگاه فوتبال نانسی اشاره کرد.
وی همچنین در تیم‌های ملی فوتبال زیر ۱۹ سال فرانسه، Mali national under-20 football team، و مالی بازی کرده‌است.